# 메발론산
메발론산(영어: mevalonic acid)은 생화학에서 중요한 유기 화합물로, 그 이름은 "다이하이드록시메틸발레로락톤(dihydroxymethylvalerolactone)"을 축약한 것이다. 생물학적 환경에서 우세한 형태는 메발론산의 카복실산염인 메발론산염(mevalonate)으로 알려져 있으며, 이는 약학적으로 중요한 물질이다. 콜레스테롤의 수치를 낮추는 스타틴과 같은 약물은 HMG-CoA 환원효소를 저해함으로써 메발론산의 생성을 중단시킨다.

## 화학
메발론산은 물과 극성 유기 용매에 매우 잘 용해된다. 메발론산은 메발로노락톤(mevalonolactone)이라고 불리는 락톤 형태와 평형을 이루는데, 메발로노락톤은 분자 내 말단 하이드록시기와 카복실기의 내부 축합에 의해 형성된다.

## 생물학
메발론산은 테르펜과 스테로이드를 생성하는 메발론산 경로로 알려진 생합성 경로의 전구물질이다. 메발론산은 아이소펜테닐 피로인산(IPP)의 일차적인 전구물질이며, 아이소펜테닐 피로인산은 모든 테르페노이드들의 전구물질이다. 메발론산은 카이랄성이며, (3R)-거울상이성질체는 생물학적으로 활성이 있는 유일한 이성질체이다.
|  |

## 같이 보기
- 메발론산 경로
- 테르페노이드
- 스테로이드